# Валі-ду-Ітажаї (мезорегіон)
Валі-ду-Ітажаї (порт. Mesorregião do Vale do Itajaí) — адміністративно-статистичний мезорегіон в Бразилії, входить в штат Санта-Катарина. Населення становить 1352 тис. чоловік на 2006 рік. Займає площу 13 003,018 км². Густота населення — 104,0 чол./км².

## Склад мезорегіону
В мезорегіон входять наступні мікрорегіони:
1. Блуменау
2. Ітажаї
3. Ітупоранга
4. Ріу-ду-Сул

| Бразилія | Це незавершена стаття з географії Бразилії. Ви можете допомогти проєкту, виправивши або дописавши її. |